# Сулимов, Мар Владимирович
Мар Владимирович Сулимов (28 ноября 1913 или 28 ноября [11 декабря] 1913, Москва — 3 февраля 1993, Санкт-Петербург) — советский театральный режиссёр, художник, педагог, актёр, один из ведущих мастеров ленинградской-петербургской театральной педагогики второй половины XX века, профессор кафедры режиссуры ЛГИТМиКа—СПбГАТИ. Народный артист Казахской ССР (1973), Заслуженный артист Карело-Финской ССР (1950).

## Биография
Родился 28 ноября 1913 года в Москве. В 1939 году окончил режиссёрский факультет Государственного института театрального искусства им. А. В. Луначарского (руководители курса — В. С. Смышляев, и И. Н. Берсенев). Стажировался в Малом театре. Во время Великой Отечественной войны возглавлял фронтовую бригаду ГИТИСа им. А. В. Луначарского.
В 1946—1955 годах — художник, режиссёр, главный режиссёр Республиканского театра русской драмы в Петрозаводске.
в 1955—1957 годах — режиссёр ленинградского Большого драматического театра им. М. Горького, поставил здесь знаменитую «Метелицу» В. Пановой в БДТ с участием Ефима Копеляна и Кирилла Лаврова (1957).
В 1957—1959 и в 1969—1974 годах возглавлял Государственный академический русский театр драмы имени М. Ю. Лермонтова в Алма-Ате и внес большой вклад в творческое развитие труппы.
В 1959-1966 годах руководил Ленинградским драматическим театром имени В. Ф. Комиссаржевской, где его спектакли «Дети солнца» и «Иду на грозу» стали вехами в культурной жизни Ленинграда шестидесятых.
В 1966—1968 годах работал на Ленинградском телевидении, внёс важный вклад в развитие жанра телеспектакля.
Театральный художник М. В. Сулимов создал сценографию более чем ста спектаклей, его эскизы хранятся в экспозициях различных музеев.
Профессор М. В. Сулимов руководил режиссёрской мастерской в Ленинградском государственном институте театра, музыки и кинематографии (ЛГИТМиК — СПГАТИ) с 1963 по 1968 и с 1975 по 1994 годы, выпустил пять курсов.

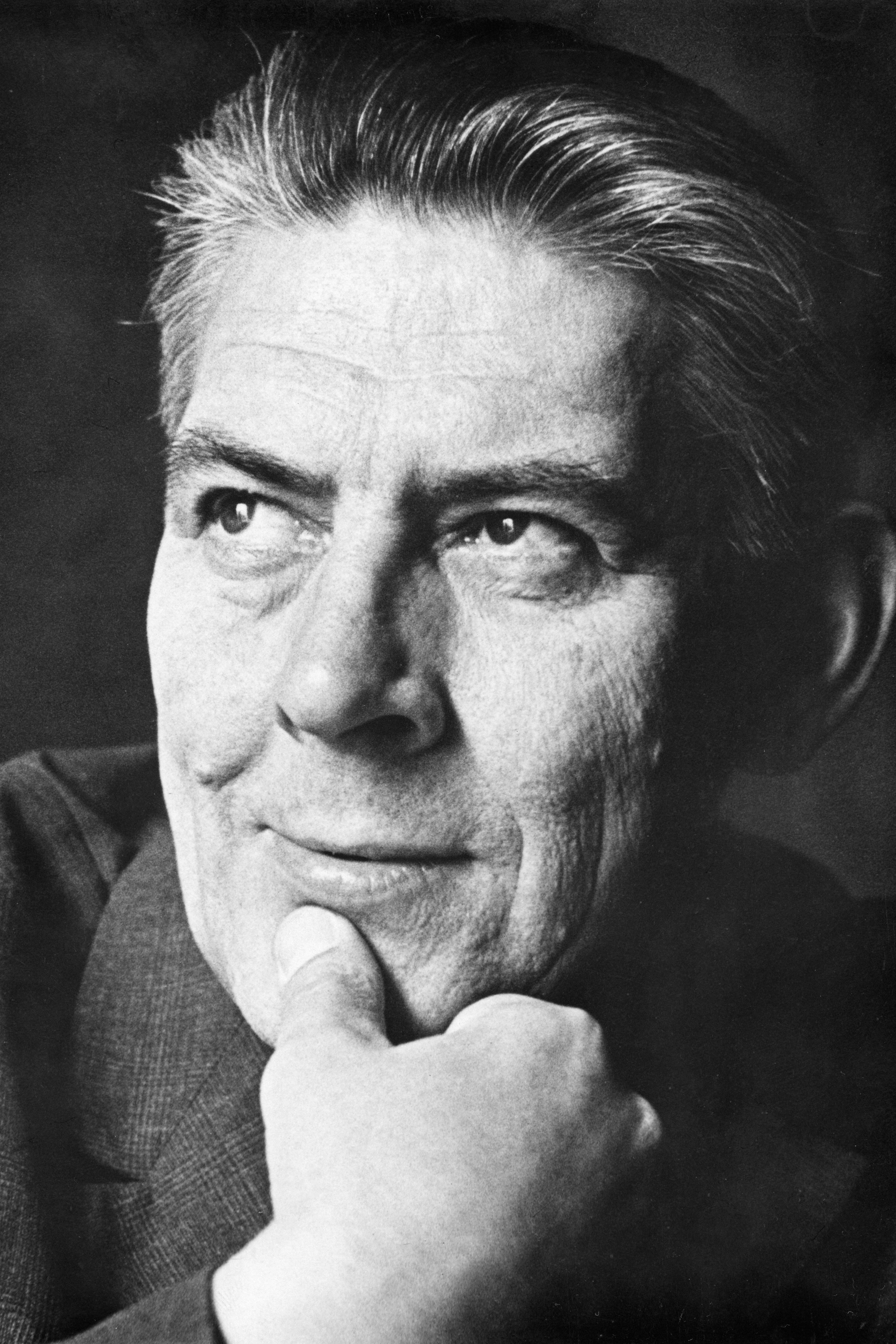
Мар Владимирович Сулимов (1913—1994)

Автор пяти книг по режиссуре и методике преподавания режиссуры: «Начальный этап работы режиссёра над пьесой» (Л.: ЛГИТМиК, 1979), «Веруя в чудо» (Алма-Ата: Онер, 1980), «Микроспектакли в процессе воспитания режиссёра» (Л.: ЛГИТМиК, 1988), «Режиссёр: профессия и личность. Из опыта работы с режиссёрским курсом» (М.: Искусство, 1991), «Режиссёр наедине с пьесой».
«Из пяти книг, написанных Сулимовым, четыре полностью посвящены именно методике театральной педагогики. Пожалуй, за последние десятилетия одна лишь М. О. Кнебель так же серьёзно и подробно писала не только  о поэзии педагогики, но и о её прозе—о специфических режиссёрских упражнениях и этюдах первого и второго курса, о педагогических приёмах, об учебных заданиях, закладывающих навыки действенного мышления. Причём методические книги Сулимова, его учебные пособия… не содержат и грана скучности плохих учебников или программ поэтапных требований. Это всегда ясное, стройное, увлекательно написанное театральное исследование».
В 2004 эти и другие работы М. В. Сулимова были опубликованы вместе в книге: Сулимов М. В. «Посвящение в режиссуру» (СПб.: Изд-во СПбГУ, 2004)
В 2013 году вышла книга «Режиссёрская школа Сулимова» (СПб.: СПбГАТИ, 2013).

## Основные постановки
Студия Красной Пресни, Москва (1938—1939)
- М. Горький «ЗЫКОВЫ» Режиссёр и художник — М. В. Сулимов. Премьера — первая декада февраля 1939 г.
- А. Островский «НА ВСЯКОГО МУДРЕЦА ДОВОЛЬНО ПРОСТОТЫ» Режиссёр и художник — М. В. Сулимов. Премьера −1939 г.

Театр Санпросвета (Театр Наркомздрава СССР), Москва (1942—1944).
- Г. Ибсен «ПРИВИДЕНИЯ». Художник Н. В. Распопов. Музыка Н. П. Губарькова. Премьера — 1944.

Театр Северного флота МВС СССР, Мурманск (1945—1946).
- Л. Леонов «ОБЫКНОВЕННЫЙ ЧЕЛОВЕК» пьеса в 4-х действиях. Постановка и оформление М. В. Сулимова. Сезон1945-46 г.г..
- Н. Рыбак и Н. Савченко «САМОЛЕТ ОПАЗДЫВАЕТ НА СУТКИ». Комедия в 3-х действиях. Постановка и оформление М. В. Сулимова. Премьера 31 декабря 1945 года.
- Г. Ибсен «ПРИВИДЕНИЯ» драма в 3-х действиях. Постановка и оформление М. В. Сулимова. Сезон 1945-46г.г.

Республиканский театр русской драмы Карело-Финской ССР, Петрозаводск (1946—1955).
- А. Суров «ДАЛЕКО ОТ СТАЛИНГРАДА» пьеса в 4-х действиях. Постановка Б. М. Филиппова и М. В. Сулимова. Художник М. В. Сулимов. Премьера — 1 (2) февраля 1947 года.
- Лопе де Вега «ФУЭНТЕ ОВЕХУНА» драма в 3 действиях, перевод с испанского, сценический вариант текста и песни М. Лозинского. Постановка и оформление М. В. Сулимова. Художник по костюмам О. Г. Окулевич. Композитор Л. В. Вишкорев. Премьера — 28 мая 1947 года.
- А. Н. Островский «НЕВОЛЬНИЦЫ» комедия в 4-х действиях. Постановка и оформление М. В. Сулимова. Премьера — 12 апреля 1948 года.
- Дж. Б. Пристли «ОН ПРИШЁЛ» пьеса в 3-х действиях. Постановка М. В. Сулимова. Художник А. В. Даманский. Премьера — 20 мая 1948 года.
- К. Исаев и А. Галич «ВАС ВЫЗЫВАЕТ ТАЙМЫР» комедия в 3-х действиях. Художник А. В. Даманский. Музыка А. И. Голланд. Премьера — 14 июня 1948 года.
- А. Афиногенов «МАШЕНЬКА» пьеса в 3-х действиях. Режиссёр и художник спектакля М. В. Сулимов. Премьера — 8 октября 1948 года. Возобновление 25 мая 1950 года.
- Д. Фонвизин «НЕДОРОСЛЬ» комедия в 3-х действиях. Постановка и оформление М. В. Сулимова. Премьера — 21 декабря 1948 года.
- А. Н. Островский «БЕСПРИДАННИЦА» драма в 4-х действиях. Постановка и оформление М. В. Сулимова. Премьера — 11 ноября 1949 года.
- А. Якобсон «ДВА ЛАГЕРЯ» пьеса в 3-х действиях. Режиссёр и художник М. В. Сулимов. Музыка Л. В. Вишкарева. Премьера — 24 февраля 1950 года.
- А. Н. Островский «ПРАВДА ХОРОШО, А СЧАСТЬЕ ЛУЧШЕ» комедия в 4-х действиях. Режиссёр М. В. Сулимов. Художник А. В. Даманский. Премьера — 17 апреля 1951 года. (18 марта — запись в тетради М. В. Сулимова)
- О. де Бальзак «ЕВГЕНИЯ ГРАНДЕ» пьеса в 4-х действиях. Композиция по роману С. Даби. Режиссёр М. В. Сулимов. Художник И. И. Трояновский. Премьера — 25 марта 1952 года.
- В. Гусев «СЛАВА» пьеса в 3-х действиях. Редакция постановки Б. А. Наравцевича. Художник — М. В. Сулимов. Премьера — 11 сентября 1952.
- Вс. Иванов «БРОНЕПОЕЗД 14-69» редакция спектакля и постановка 8 картины. Режиссёр И. С. Ольшвангер. Художник — Грушецкий (оформление 1 и 4 картины — М. В. Сулимов). Премьера 20 ноября 1952 года.
- Дюменуа и Деннери «ДОН СЕЗАР ДЕ БАЗАН» героическая комедия в 3-х действиях. Режиссёр и художник М. В. Сулимов. Музыка Ю. В. Свиридов. Премьера — 27 декабря 1952 года.
- А. М. Горький «ДЕТИ СОЛНЦА» сцены в 4-х действиях. Режиссёр и художник М. В. Сулимов. Премьера — 12 ноября 1953 года.
- В. Розов «СТРАНИЦА ЖИЗНИ» пьеса в 4-х действиях. Режиссёр и художник М. В. Сулимов. Премьера — 23 декабря 1953 года.
- К. Симонов «ИСТОРИЯ ОДНОЙ ЛЮБВИ» пьеса в 3-х действиях. Режиссёр и художник спектакля М. В. Сулимов. Композитор А. И. Голланд. Премьера — 15 (18) сентября 1954 года. (5 июля 1954 — выездной вариант.)
- Г. Ибсен «ПРИВИДЕНИЯ» драма в 3-х действиях. Режиссёр и художник М. В. Сулимов. Премьера — 21 мая 1955 года.

Большой Драматический театр им. Горького, Ленинград (1955—1957).
- Б. Шоу «УЧЕНИК ДЬЯВОЛА» драма в 3-х действиях, 6 картинах. Режиссёр М. В. Сулимов. Художник И. С. Белицкий. Композитор Р. Н. Котляревский. Премьера — 7 мая 1956 года
- А. Жери «Шестой этаж» пьеса в 3-х действиях, 9 картинах. Постановка Г. А. Товстоногова. Режиссёр М. В. Сулимов. Художник В. Л. Степанов. Композитор М. Е. Табачников. Премьера — 21 сентября 1956 года.
- В. Панова «МЕТЕЛИЦА» пьеса в 3-х действиях. Режиссёр М. В. Сулимов. Художник В. Л. Степанов. Музыкальное оформление Н. Я. Любарского. Премьера — 27 апреля 1957 года.

Государственный республиканский русский театр драмы Казахской ССР, Алма-Ата (1957—1959).
- А. Чехов «ПЛАТОНОВ» драма в 5-и действиях. Сценическая редакция текста и постановка М. В. Сулимова. Художник М. А. Аболинь. Художник по костюмам В. М. Фролова. Премьера — 8 октября 1957 года.
- О. Окулевич «ДЖОРДАНО БРУНО» трагедия в 4-х действиях. Режиссёр и художник спектакля М. В. Сулимов. Композитор А. С. Зацепин. Премьера — 22,28 февраля 1958 года.
- Н.Анов «НАСЛЕДНИКИ» пьеса в 3-х актах. 8 картинах. Постановка Е. Я. Диордиева и М. В. Сулимова. Художник И. Б. Бальхозин. Композитор А. С. Зацепин. Премьера — май 1958 года.
- Г. Николаева «БИТВА В ПУТИ» Пьеса в 3-х действиях (инсценировка Г. Герасимова) сценический вариант театра. Постановка М. В. Сулимова и А. К. Утеганова. Художник И. Бальхозин. Музыка А. Зацепина. Премьера — ноябрь 1958.
- Э.де Филиппо «ФИЛУМЕНА МАРТУРАНО» драма в 3-х действиях. Редакция постановки Е. Я. Диордиева. Художник — М. В. Сулимов. Премьера — июнь 1958.
- С.Михалков «ДИКАРИ» комедия-шутка в 6-ти картинах. Постановка М. В. Сулимова и А. К. Утеганова. Художник М. В. Сулимов. Премьера — июнь 1959.
- Зак и Кузнецов «ВЧЕРА В КАСАТКИНЕ» Редакция постановки А. К. Утеганова. Премьера — апрель 1959 года.

Театр им. В. Ф. Комиссаржевской, Ленинград (1959 −1965).
- М. Горький «ДЕТИ СОЛНЦА» Постановка М. В. Сулимова, художник В. Л. Степанов. Премьера — 20 февраля 1960 года.
- Л. Митрофанов «СИБИРСКАЯ НОВЕЛЛА» пьеса в 3-х действиях, 5 картинах. Режиссёр и художник М. В. Сулимов. Композитор В. И. Когтев. Премьера — 22 октября 1960 года.
- А. Островский и В. Соловьев «ДИКАРКА» Режиссёр Вс. Мойковский. Режиссёрская редакция М. В. Сулимова. Художник И. С. Белицкий. Премьера — май 1961.
- И. Дворецкий «БОЛЬШОЕ ВОЛНЕНИЕ» пьеса в 3-х действиях. Постановка М. В. Сулимова. Художник В. Л. Степанов. Премьера в Москве (гастроли) — 12 июля 1961 года, в Ленинграде — 2 сентября 1961 года.
- Д. Гранин «ПОСЛЕ СВАДЬБЫ» страницы из романа в 3-х частях. Инсценировка М. Волобринского и Р. Рубинштейна. Сценическая композиция и постановка М. В. Сулимова. Художник И. С. Белицкий. Композитор В. И. Когтев. Премьера — 21 октября 1961 года.
- А. Татарский. «НЕБО ПОД КРЫШАМИ» десять сцен из жизни разных людей. Постановка М. В. Сулимова. Художники Т. А. Степанова и М. В. Сулимов. Использованы фрагменты фортепьянного концерта Н. Метнера. Премьера — 29 мая 1962 года.
- Р. Корнев «КОРАБЕЛЬНАЯ РОЩА» романтическая хроника в 3-х действиях. Постановка М. В. Сулимова. Художник Д. Д. Лидер. Художник по костюмам Т. И. Степанова. Композитор Ф. М. Брук. Премьера — 9 ноября 1962 года.
- Р. Магну «НАСТУПИТ ДЕНЬ…» («ДОМ СЕНЬОРА АНТОНИО»). Постановка М. В. Сулимова и Н. Б. Бирмана. Художник — А. С. Мелков. Композиторы А. К. Колкер и В. А. Федоров. Премьера — 26 декабря 1962 года.
- А. Островский «БЕСПРИДАННИЦА» Художники В. Л. и Т. А. Степановы. Муз. оформление С. А. Сорокина. Премьера — 11 мая 1963 года.
- Д. Гранин «ИДУ НА ГРОЗУ» пьеса в 3-х действиях. М. Волобринского, Р. Рубинштейна, М. Сулимова. Постановка М. В. Сулимова. Художник Т. А. Степанова. Композитор А. Н. Колкер. Премьера — 11 марта 1964 год.
- И. Шток «ОБЪЯСНЕНИЕ В НЕНАВИСТИ» Постановка М. В. Сулимова. Режиссёр В. Г. Геллер. Художник И. С. Белицкий. Композитор Ф. М. Брук. Премьера в Новосибирске — 26 июля 1964 года, в Ленинграде — 3 октября 1964 года.
- В. Панова «ЕЩЕ НЕ ВЕЧЕР» пьеса в 3-х действиях. Постановка М. В. Сулимова. Режиссёр В. Г. Геллер. Художник Т. А. Степанова. Композитор Ф. М. Брук. Премьера — май 1965 г.
- О. Окулевич «Джордано Бруно» трагедия в 3-х действиях, 12 картинах. Постановка М. В. Сулимова. Художники Т. А. Степанова, М. В. Сулимов. Музыка Ф. М. Брука. Премьера — 21 февраля 1966 г.

Ленинградский государственный институт театра, музыки и кинематографии (1963)
- Мольер «ТАРТЮФ» Учебная работа на IV курсе профессора Л. Ф. Макарьева. Ассистент Л. Г. Гаврилова. Работа доведена до классного прогона 27 мая 1963 года.

Ленинградская студия телевидения (1966—1968)
- И. Тургенев «ДЫМ» Сценарий и постановка М. В. Сулимова. Художник и оператор М. Филиппов. Премьера — 31 мая 1966 года.
- С. Никитин (сценарий Е .Алексеевой) «ЛИЧНАЯ ЖИЗНЬ». Гл. оператор Ю. Круковский. Художник Дрейман. Премьера — 7 октября 1966 года.
- А. Чехов «НА БОЛЬШОЙ ДОРОГЕ» Постановка М. В. Сулимова. Гл. оператор. Гусак. Премьера — март 1967 года.
- Ю. Олеша «ЗАВИСТЬ» (две серии). Сценарий и постановка М. В. Сулимова. Премьера — июнь 1967 года.
- В.Панова «МЕТЕЛИЦА» в двух сериях. Постановка М. В. Сулимова. Художник Дрейман. Музыка Вайсбурда. Гл. оператор В. Дедикин. Премьера — ноябрь-декабрь 1967 года.
- М. Горький «ЗЫКОВЫ» (две серии). Постановка М. В. Сулимова. Художник Дрейман. Гл. оператор В. Дедикин. Премьера — март 1968 года.

Театр им. Ленсовета, Ленинград (1967).
- П. и А. Тур. «ЧРЕЗВЫЧАЙНЫЙ ПОСОЛ». Художник Г. Мосеев. Композитор Ф. Брук. Премьера — февраль 1967 года.

Государственный Русский драматический театр БССР им. М. Горького, Минск (1968—1969).
- В. Панова «ЕЩЕ НЕ ВЕЧЕР» Художник Т. Степанова. Музыка Ф. Брука. Премьера — 24 сентября 1968 года.
- И. Новиков и М. Сулимов «РУИНЫ СТРЕЛЯЮТ В УПОР» документальная хроника в 3-х частях. Художник А. Б. Григорьянц. Композитор Г. М. Вагнер. Премьера — 4 февраля 1969.
- Мовзон «ВСЕГО ОДНА ЖИЗНЬ». Художник Ю. Тур. Музыка Г. М. Вагнер. Премьера — июнь 1969. [Январь 1971—150-е представление].
- Ж. Ануй «ПУТЕШЕСТВЕННИК БЕЗ БАГАЖА». Постановка А. А. Добротина. Художник Голубович. Редакция спектакля М. В. Сулимова. Премьера — июнь 1969 года.

Государственный республиканский русский театр драмы имени М. Ю. Лермонтова, Алма-Ата (1969—1974).
- Мовзон «ВСЕГО ОДНА ЖИЗНЬ». Постановка А. А. Пашкова. Художник Т. И. Афансьева. Редакция спектакля М. В. Сулимова. Премьера — 1969 год.
- М. Горький «ВРАГИ» пьеса в 3-х действиях. Постановка М. В. Сулимова. Художник И. Б. Бальзохин. Премьера — 28 декабря 1969 года.
- М. Шатров «БОЛЬШЕВИКИ» драма в 2-х частях. Постановка М. В. Сулимова. Художник И. Б. Бальхозин. Премьера — 4 апреля 1970 года.
- Н. Анов и М. Сулимов «НАДЕЖДА ГОРИТ ВПЕРЕДИ!…» драма в 3-х частях. Постановка М. В. Сулимова. Режиссёр И. Б. Далиненко. Художник И. Б. Бальхозин. Музыка Г. А. Жубановой. Г. И. Гризбила. Премьера — 27 августа 1970 года.
- Д. Аль «ПЕРВАЯ ГЛАВА» Постановка М. В. Сулимова. Художник И.Бальхозин. Музыка Г. Гризбила. Премьера — 24 февраля 1971 года.
- Д. Вассерман, стихи Джо Дэриона, музыка Митча Ли «ЧЕЛОВЕК ИЗ ЛАМАНЧИ» мюзикл в 2-х частях. Постановка М. В. Сулимова. Режиссёр И. Б. Далиненко. Художник И. Б. Бальхозин. Музыкальный руководитель М. Л. Лившиц. Премьера — июнь1971 года.
- Ф. Абрамов, В. Токарев «ДВЕ ЗИМЫ И ТРИ ЛЕТА» драматическая хроника в 2-х частях. Постановка и оформление М. В. Сулимова. Музыка Киргер и Пахмутова. Премьера — март 1972 года.
- И. Дворецкий «ЧЕЛОВЕК СО СТОРОНЫ» современная хроника в 2-х частях. Постановка М. В. Сулимов. Художник Р. П. Акопов. Фото, киносъемки и монтаж — В. П. Красюков. Музыкальное оформление — М. Л. Лившиц. Премьера — 25 ноября 1972 года.
- А. Вампилов «ПРОШЛЫМ ЛЕТОМ В ЧУЛИМСКЕ» драма в 2-х действиях. Постановка и оформление М. В. Сулимов. Премьера — июнь1973
- У. Гибсон «ДВОЕ НА КАЧЕЛЯХ» драма в 3-х действиях. Постановка и оформление М. В. Сулимова. Премьера — декабрь 1973 года.
- Н. Корсунов и М. Сулимов «ЖИЗНЬ ПРОЖИТЬ…» пьеса в 2-х частях. Постановка М. В. Сулимова. Художник Р. П. Акопов. Музыкальное оформление — М. Л. Лившиц. Премьера — июль1974 года.

Ленинградская студия телевидения (1975)

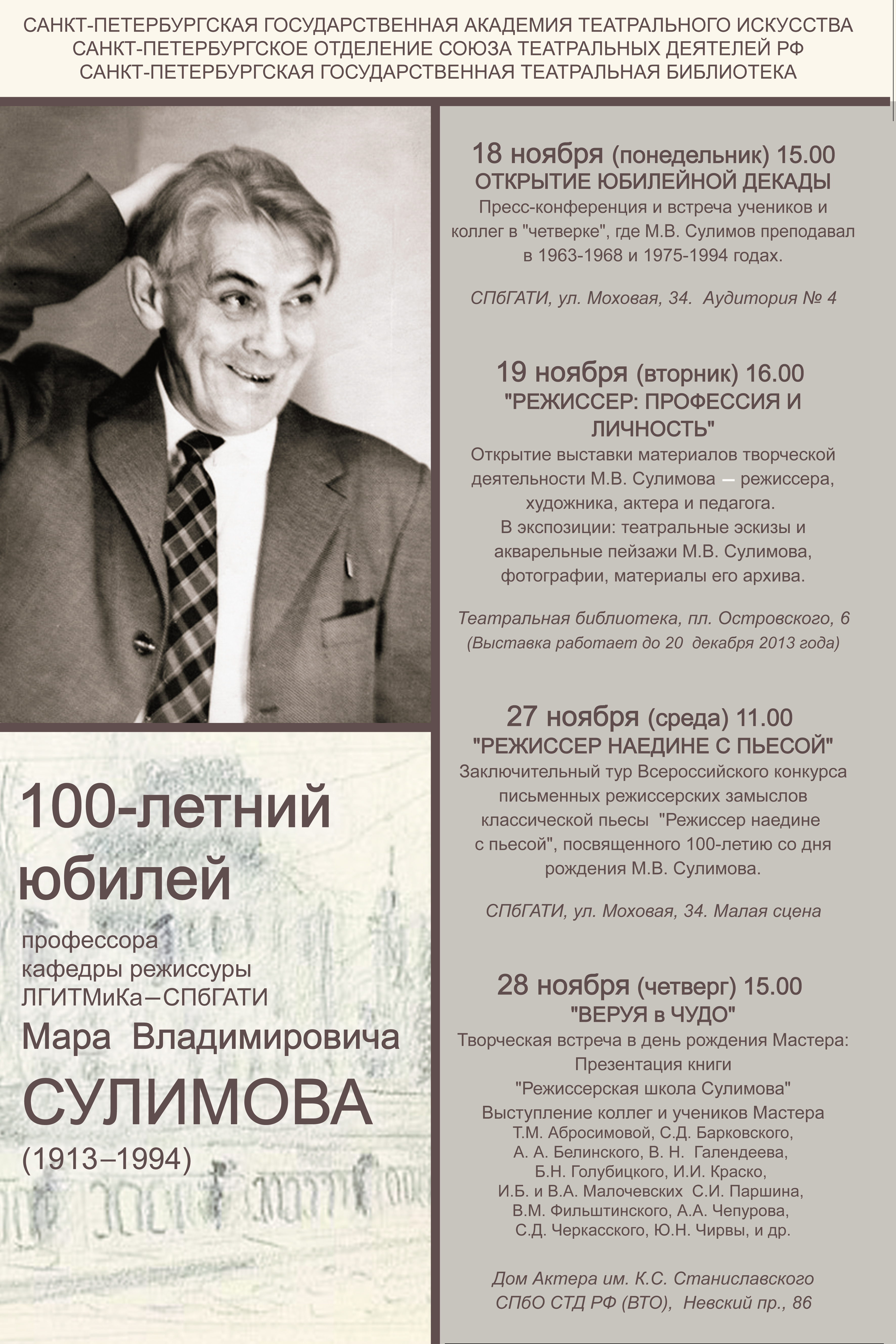
Плакат к столетию М. В. Сулимова., Санкт-Петербург, 2013

- Д. Аль «ПЕРВАЯ ГЛАВА». Постановка М. В. Сулимова. Художник О. Бекетова. Оператор В. Дедикин. Премьера — 11 ноября 1975 года

Мариийский государственный драматический театр им. Шкетана, Йошкар Ола (1976).
- М. Горький «ВАССА ЖЕЛЕЗНОВА». Художник Р. С. Чебатурина. Музыка В. М. Алексеева. Премьера — 3 марта 1976 года.

Государственный академический русский театр драмы им. М. Ю. Лермонтова, Алма-Ата (1978).
- А. Вампилов «УТИНАЯ ОХОТА» Пьеса в 3-х действиях. Постановка М. В. Сулимова. Художник Э. Д. Гейдебрехт. Композитор М. Л. Лившиц. Премьера — 21 мая 1978 года.

Таганрогский государственный театр им. А. П. Чехова (1979).
- А. Чехов «ВИШНЕВЫЙ САД» комедия в 4-х действиях. Постановка М. В. Сулимова. Художник Н. Ю. Билибина. Муз. оформление А. М. Каневского. Премьера — 15 декабря 1979 года.

Государственный русский драматический театр Литовской ССР, Вильнюс (1980).
- А. Галин «РЕТРО». Постановка М. В. Сулимова. Художник О. П. Турков. Премьера — 15 марта 1980 года.

Государственный академический русский театр драмы им. М. Ю. Лермонтова, Алма-Ата (1983).
- А. Островский «ПРАВДА ХОРОШО, А СЧАСТЬЕ — ЛУЧШЕ» комедия в 2-х действиях. Режиссёр-постановщик М. В. Сулимов. Художник-постановщик И. Б. Бальхозин. Композитор М. Л. Лившиц. Премьера — 24 февраля 1983 года.

Ленинградский государственный институт театра, музыки и кинематографии (1983)
- С. Шальтянис «БРЫСЬ, КОСТЛЯВАЯ, БРЫСЬ!» Постановка М. В. Сулимова и А. С. Шведерского. Премьера — 12 декабря 1983 года.

## Почётные звания и награды
- Народный артист Казахской ССР (1973)
- Орден Трудового Красного Знамени (3 января 1959) — за выдающиеся заслуги в развитии казахского искусства и литературы и в связи с декадой казахского искусства и литературы в гор. Москве
- Орден «Знак Почёта» (1951)[4]
- Орден «Знак Почёта» (1951)[4]
- Заслуженный артист Карело-Финской ССР (1950)